# Hiroo Mochizuki

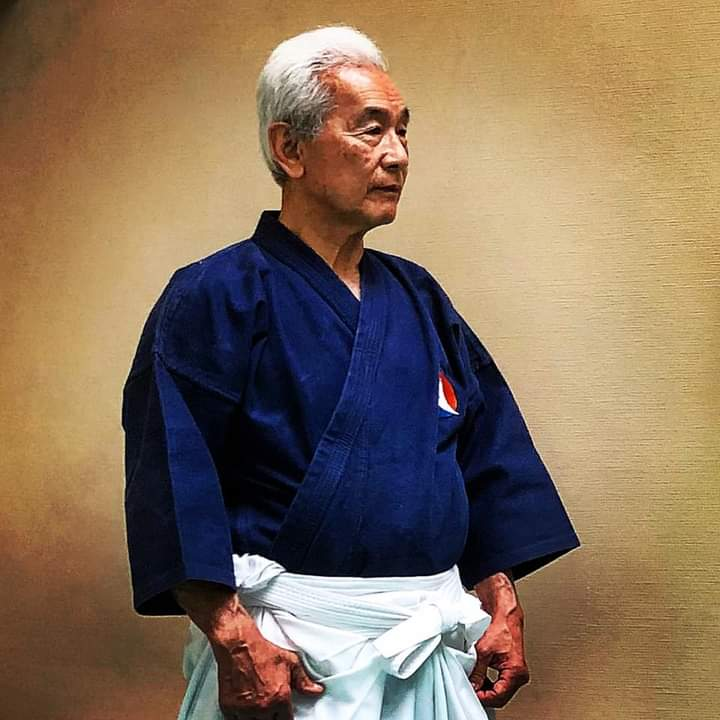
Hiroo Mochizuki

Hiroo Mochizuki (jap. 望月 拡雄, Mochizuki Hiroo; * 21. März 1936 in Shizuoka, Japan) wurde als Sohn von Mochizuki Minoru geboren. Er ist ein international tätiger Kampfkunstexperte des Yoseikan Budō. Diese Kunst beinhaltet beispielsweise Wurftechniken wie im Judo, Faust- und Fußschläge wie im Karate, Schwerttechniken wie im Kendō, Hebel- und Blockiergriffe wie im Jiu Jitsu und andere Selbstverteidigungstechniken wie im Aikidō. Yoseikan Budō wird vor allem in Europa (Frankreich), Kanada, aber auch in Afrika betrieben. Merkmal der etwa 15.000 in Vereinen organisierten Mitgliedern ist ein zweifarbiger Gi aus blauem Oberteil und weißer Hose.

## Biografie
Im Alter von drei Jahren zog Hiroo mit seiner Familie nach China. Dort begann er unter der Aufsicht seines Vaters mit der Lehre der Kampfkünste. Ende der 1950er Jahre begegnete er in Frankreich Henry Plée. Im Januar 1959 kehrte Mochizuki nach Japan zurück. 1963 verließ er Tokio und zog nach Paris. Dort lernte er Jacques Delcourt kennen, der später den ersten europäischen Karateverband (EKU) gründete.

## DVD
- Hiroo Mochizuki: Yosaikan Budo de competition, 2003 (französisch, englisch, deutsch, spanisch)
- Hiroo Mochizuki: Yosaikan Budo Traditionnell: Das Entwicklungsvermögen, 2007 (französisch, englisch, deutsch, spanisch)